# Línea 391 (Buenos Aires)
La línea 391 es una línea de transporte colectivo urbano. Une la localidad de José C. Paz con la localidad de El Talar, en la zona norte del Gran Buenos Aires.
Es operada por las empresas Expreso Parque El Lucero SA (EPELSA) y Empresa De Transporte El Litoral SA (ETELSA)
Parte desde la terminal de colectivos en Panamericana y Ruta 197 hacia los barrios San Atilio y La Paz en José C. Paz pasando por las estaciones de Pablo Nogués y José C. Paz y por el cruce de las rutas 8 y 197.
Entre los años 2012 y 2017 operaba un servicio que partia desde San Atilio a Panamericana y Marquez (San Isidro) con frecuencias de 25 minutos.
El Grupo EPELSA/ETELSA también opera las líneas 341, 379, 449, 749 y 501 Malvinas Argentinas.

## Recorrido Principal
- Panamericana y 197/Barrio San Atilio por Oribe

Desde Panam. y 197 - Av. Hipólito Yrigoyen (Ruta 197) - Av. del Sesquicentenario (Ruta 197) - Av. Hipólito Yrigoyen (Ruta 197) - Calle Federico Lacroze - Calle Capitán Martinez - Calle A. Capdevilla - Av. Potosí - Calle Artigas - Calle Oribe - Av. Croacia - Calle Ottawa - Calle Corbeta Uruguay - Calle San Blas - Calle Bolívar (Ex Salvatori) - Calle Trinidad - Hasta Av. Derqui y Trinidad.
Desde Av. Derqui y Trinidad - Calle Trinidad - Calle Bolívar (Ex Salvatori) - Calle San Blas - Calle Corbeta Uruguay - Calle Ottawa - Av. Croacia - Calle Oribe - Calle Chacabuco - Av. Hipólito Yrigoyen  (Ruta 197) - Av. del Sesquicentenario  (Ruta 197) - Av. Hipólito Yrigoyen  (Ruta 197) - Hasta Panamericana y Ruta 197.
- Panamericana y 197/Barrio San Atilio por Lamas

Desde Panam. y 197 - Av. Hipólito Yrigoyen (Ruta 197) - Av. del Sesquicentenario (Ruta 197) - Av. Hipólito Yrigoyen (Ruta 197) - Av. Derqui - Hasta Av. Derqui y Trinidad
Desde Av. Derqui y Trinidad - Av. Derqui - Av. Hipólito Yrigoyen  (Ruta 197) - Av. del Sesquicentenario  (Ruta 197) - Av. Hipólito Yrigoyen  (Ruta 197) - Hasta Panamericana y Ruta 197.
- Panamericana y 197/Barrio La Paz

Desde Panam. y 197 - Av. Hipólito Yrigoyen  (Ruta 197) - Av. del Sesquicentenario  (Ruta 197) - Av. Hipólito Yrigoyen  (Ruta 197) - Calle Federico Lacroze - Calle Capitán Martinez - Calle A. Capdevilla - Av. Potosí - Calle Artigas - Calle Oribe - Calle Juana M. Gorriti - Calle Luis Pasteur - Calle Carmen Puch - Hasta Calle 11 de Septiembre.
Desde Calle 11 de Septiembre - Calle Carmen Puch - Calle Luis Pasteur - Calle Juana M. Gorriti - Calle Oribe - Calle Artigas - Av. Hipólito Yrigoyen  (Ruta 197) - Av. del Sesquicentenario (Ruta 197) - Av. Hipólito Yrigoyen  (Ruta 197) - Hasta Panamericana y Ruta 197.